# Mia Fey
Mia Fey (綾里 千尋?, Ayasato Chihiro) è un personaggio della serie di videogiochi Ace Attorney. Appare per la prima volta nel videogioco Phoenix Wright: Ace Attorney. È un avvocato e una sensitiva.

## Gioventù
Figlia di Misty Fey, decide di abbandonare lo spiritismo dopo che la madre è stata accusata di aver sbagliato nell'indicare Yanni Yogi come colpevole dell'omicidio di Gregory Edgeworth. Intraprende quindi la carriera legale per far luce sul caso e non intralciare l'ascesa della sorella Maya al ruolo di Maestra a causa della sparizione della mistica Misty.

## Carriera legale
Nel corso del suo primo processo dovrà difendere l'evaso Terry Fawles dall'accusa di omicidio del detective Valerie Hawthorne, sorella di Dahlia Hawthorne, presentata dal procuratore Miles Edgeworth come testimone decisivo al processo, sotto il falso nome di Melissa Foster. Quando Mia sta per far venire a galla la verità sul finto rapimento di Dahlia, organizzato dalla stessa cinque anni prima, l'imputato decide di suicidarsi, impedendo al giudice di emettere un verdetto.
Questi eventi e l'avvelenamento da parte della stessa Dahlia del suo fidanzato Diego Armando, che entrerà in coma, allontaneranno per un intero anno Mia dalle aule del tribunale. Il suo secondo processo riguarderà l'omicidio di Doug Swallow, ex fidanzato di Dahlia. Il suo cliente sarà un giovane studente universitario di nome Phoenix Wright. Dimostrando la sua innocenza, riuscirà ad ottenere una condanna a morte per Dahlia.

## Studio Fey & Co.
Negli anni successivi Mia riesce ad aprire uno studio legale e assume Phoenix come avvocato e lo guiderà nel suo primo processo in difesa di Larry Butz. Qualche mese dopo viene brutalmente uccisa da Redd White, presidente della Bluecorp. I sospetti ricadranno sulla sorella, Maya. Dopo il rifiuto da parte di Marvin Grossberg, il quale ai tempi era il capo di Mia, Wright assumerà la difesa della sensitiva, facendo definitivamente cadere tutte le accuse mosse da Edgeworth. Quest'ultima in cambio rinominerà l'ufficio in "Studio Legale Wright & Co.".

## Invocazioni
Dopo la sua morte Mia appare qualche volta sotto forma di spirito sia nei pensieri di Wright che fisicamente impossessandosi del corpo prima di Maya e successivamente di Pearl Fey. In alcuni casi la sua apparizione è fondamentale alla fine della risoluzione del caso come nell'episodio "Ricetta per il delitto" in cui riesce a convincere Victor Kudo a raccontare a Phoenix la sua versione dei fatti.